# Georges Lemmen
Georges Lemmen (Schaarbeek, 25 november 1865 – Ukkel, 5 juli (of 15 juli) 1916) was een Belgisch kunstschilder, graveur en illustrator, werkzaam in de stijl van het impressionisme en het pointillisme. Hij vervaardigde stillevens, stadsgezichten, portretten en landschappen.
Lemmen studeerde korte tijd aan de tekenschool in Sint-Joost-ten-Node. In 1888 sloot hij zich aan bij de kunstenaarsgroep Les XX in Brussel. In de vroege jaren 90 ging hij, onder invloed van het werk van Georges Seurat en Théo van Rysselberghe, werken in de stijl van het neo-impressionisme.
Hij stelde werk tentoon bij Les XX in Brussel en bij de Salon des Indépendants in Parijs. In Parijs stelde hij tentoon samen met Seurat en Paul Signac. In de tweede helft van de jaren 90 maakte hij zich los van het pointillisme en werkte hij in een meer traditionele impressionistische stijl. Later was hij actief in de toegepaste kunst zoals zijn vrienden Willy Finch en Henry Van de Velde. Hij ontwierp affiches, boeken, behangselpapier enz. Hij gaf het schilderen niet op en evolueerde meer in de richting van Les Nabis.
Hij had in 1913 een succesvolle tentoonstelling in Brussel.
In 1915 verhuisde hij naar Ukkel, waar hij in 1916 overleed.

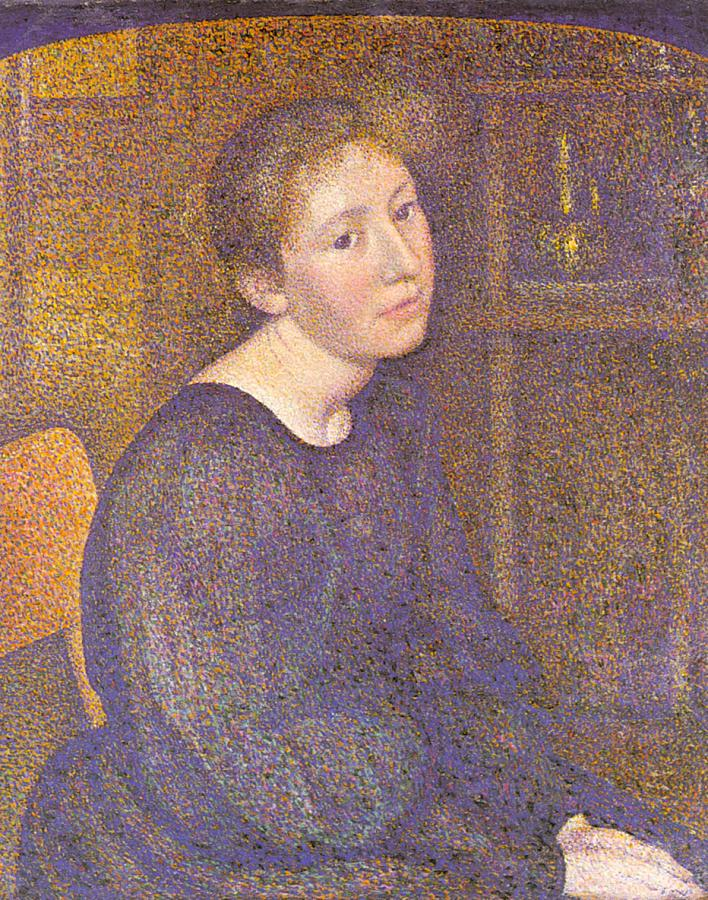
Portret van de echtgenote van de kunstenaar, 1893, Musée d'Orsay, Parijs

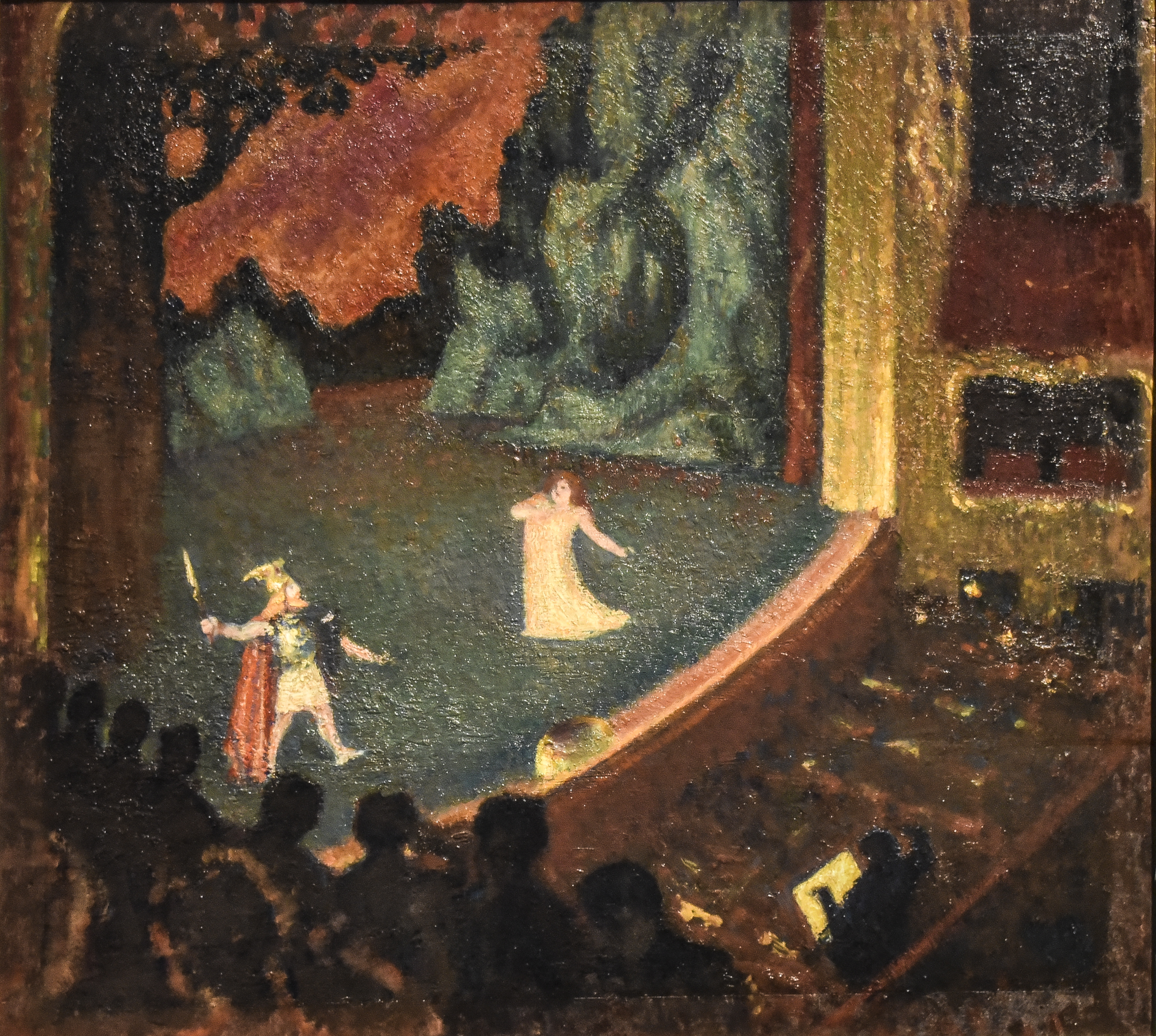
Götterdämmerung

## Enkele werken
- Heyst no 3, marée haute (Heist nr 3 vloed), 1891
- Heyst no 5, 1891
- Les XX cat. de la 8e exposition, 1891
- Usines sur la Tamise (Fabrieken aan de Theems), 1892
- Ma femme,(echtegenoot), 1893
- Le thé (de thee), 1902
- Femme debout devant un miroir (vrouw die voor een spiegel staat), 1902
- Jeune femme cousant (Jonge vrouw met naaiwerk), 1905
- La sieste (middagdutjes), 1906
- Les toits (de daken), 1906
- L'Eglise Saint-Marie (De onze-Lieve-Vrouwkerk), 1908

## Tentoonstelling
- De tentoonstelling Georges Lemmen 1865-1916 van zijn gehele werk werd gehouden in het Museum van Elsene te Brussel van 24 april tot 13 juli 1997. Onder dezelfde titel verscheen een begeleidend boek en catalogus van de hand van Roger Cardon.